# KMGU
KMGU je sovjetski dispenzer municije sličan britanskom JP-233 i nemačkom MV-1. Sovjetska intervencija u Avganistanu u decembru 1979. i desetogodišnji sukob testirali su načine i sredstva sovjetske vojne industrije, kao što je vojska Sjedinjenih Država ranije radila u Vijetnamu. Avganistan je postao podsticaj za inovacije a Sovjetska taktika se sve više i više oslanjali na vazduhoplovne snage, što je izazivalo potrebu za boljim i drugačijim oružjem. Jedno od najefikasnijih i široko korišćenih oružja bio je dozator municije KMGU. Raspršivač je korišćen za razbacivanje mina ne samo kako bi presreli mudžahedinske linije operacija i snabdevanja, već i da zaštite bokove prijateljskih kopnenih snaga.  U stvari, sistem je bio tako široko korišćen da 20 i više godina kasnije u zemlji još uvek postoje neeksplodirane mine. KMGU se može ugraditi u najrazličitije letelice i može da ga nosi većina sovjetskih i ruskih aviona, uključujući MiG-23, MiG-27, MiG-29, MiG-35, Su-17, Su-22, Su-24, Su-25, Su-27, Su-30, Su-34, Su-35 kao i helikopteri Mi-24, Mi-28, Ka-29, Ka-50 i Ka-52.
Unapređena verzija KMGU-2 je razvijena u Rusiji, a namenjena je za smeštaj i razbacivanje kaseta-blokova BKF-AL sa protivoklopnom submunicijom PTAB-2,5.
Unificirani kontejner KMGU je cilindričnog oblika sa ovalnim presekom, koji se sa prednje strane sužava. Na donjoj strani trupa pričvršćene su četiri pneumatske cevi kroz koje se izbacuje kasetna municija . Kasetna municija se pakuje u BKF kasete i stavlja u KMGU spremnik za pražnjenje. Kontejner KMGU može da sadrži najviše osam BKF kaseta. Kontejner za pražnjenje KMGU utovaren je na zemlju odgovarajućom kasetnom municijom ili minama, a zatim se pričvrsti na univerzalnu startnu šinu aviona APU-68U. Nakon pada kasetne municije, kontejner za pražnjenje ostaje u avionu i može se ponovo napuniti nakon sletanja. U hitnim slučajevima kontejner KMGU takođe može biti odbačen tokom leta. BKF kasete se izbacuju iznad cilja, koje se otvaraju sa kratkim kašnjenjem i oslobađaju kasetnu municiju. U zavisnosti od nadmorske visine i brzine, kasetna municija se distribuira na velikom području. Kontejner municije KMGU može se koristiti u visinskom opsegu od 30 do 1.000 m i brzinskom rasponu od 100 do 1.100 km/h.
Blokove naoružanja isporučilac (snabdevač) doprema u jedinicu na korišćenje u sastavljenom obliku, a u njih su već postavljeni mehanizmi za lansiranje. Blokovi BKF-AL se naoružavaju pre njihovog postavljanja u kontejner. Kontejner KMGU-2 se postepeno puni sa osam blokova. Upravljanje otvaranjem (zatvaranjem) kontejnera je pneumatsko-električno. Sistem za upravljanje kontejnera vazduhom radi bez otkaza pri promeni pritiska u boci od 147-49 bara.

## Verzije sistema
- KMGU razvijen u doba SSSR-a
- KMGU-2 naprednija verzija ovog sistema razvijena u Rusiji.

## Opis
Za izbacivanje kasete iz kontejnera pritiska se bojevo dugme aviona-nosača, čime se otvaraju kapci kontejnera, a na blok releja svake kasete priključuje se napon elektronapajanja od električne mreže aviona-nosača. Blokovi releja se aktiviraju, pripremajući za rad strujna kola električnih pripala izvršnih mehanizama, uključuje se generator impulsa kontejnera koji dovodi u rad uređaj impulsnog izbacivanja. Na električne pripale mehanizama impulsnog izbacivanja dovodi se impuls napona, što dovodi do aktiviranja izvršnih mehanizama i redosled izbacivanja kaseta iz kontejnera. Vremenski interval izbacivanja kaseta postavlja se na kontejneru pre poletanja aviona-nosača.
Pri dovođenju električnog impulsa na mehanizam impulsnog izbacivanja kasete dolazi do aktiviranja izvršnog mehanizma. Od pritiska stvorenih barutnih gasova aktiviranog izvršnog mehanizma otvara se donja brava i počinje izbacivanje avio-bombica zajedno sa armaturom. Pri kretanju kasete dolazi do zatezanja vrpce i izvlačenja alke iz bloka releja pri čemu se prekida strujno kolo signalizacije prisustvo tereta na avionu-nosaču. Pri susretu gornje brave sa čauricama šipki dolazi do aktiviranja gornje brave. Avio-bombe sa armaturom izbacuju se iz tela kasete brzinom od najmanje 6 m/s, gornja ploča se veša na šipkama i ostaje u kontejneru zajedno sa veznim delovima kasete.
Na avio-bombi nakon izlaska iz kontejnera otvaraju se peraja stabilizatora i istovremeno pod dejstvom nailazeće vazdušne struje počinje obrtanje vetruške bloka. Nakon što vetruška postigne neophodnu učestalost obrtanja blok izdaje na upaljač vatreni talas. Nakon isteka vremena od 0,7-1,7 sek. upaljački uređaj se armira. Pri udaru avio-bombice u pregradu upaljač se aktivira i izaziva detonaciju eksplozivnog punjenja.

## Sastav kontejnera
Kontejner KMGU-2 se sastoji od: 
- - noseće konstrukcije,
- - nosnog aerodinamičkog poklopca,
- - repnog aerodinamičkog poklopca,
- - montažnih vrataoca (4 kom),
- - vrataoca (4 kom),
- - noseće konstrukcije mehanizma za upravljanje vrataocima (2 kom),
- - brzorastavljive kopče (2 kom),
- - desnih brava (8 kom),
- - levih brava (8 kom),
- - piromehanizma,
- - bloka za upravljanje,
- - snopa provodnika,
- - uređaja za upravljanje i
- - sistema za vazduh.

Kontejneri se čuvaju u ambalaži isporučioca. Zabranjeno je čuvanje kontejnera koji su napunjeni blokovima. Masa kontejnera u ambalaži K1.9800-0, je maksimalno 310 kg. Dimenzije ambalaže K1.9800-0: 4076 x 690 x 785 mm. Masa merne opreme i rezervnog alata u ambalaži K1.9801-0, maksimalno 30 kg. Dimenzije ambalaže K1.9801-0: 523 x 400 x 485 mm. Masa praznog kontejnera iznosi oko 180 kg, dok masa kontejnera napunjenog blokovima iznosi oko 525 kg. Dimenzije kontejnera su 3700 x 460 x 545 mm.
KMGU-2 BKF
- Dužina ------------------------ 346 mm
- Širina -------------------------- 256 mm
- Visina -------------------------- 373 mm
- Težina  ------------------------- 41; u metalnoj kutiji 56,6 kg

Submunicija: PTAB-2,5
- Dužina ------------------------- 308 mm
- Prečnik tela ------------------- 60 mm
- Težina --------------------------  1,85 kg
- Punjenje ----------------------- 0,180 kg
- Količina u jednoj kaseti ---- 12 kom.

## Tabela
Ovde u tabeli ima dobar pregled koju sve municiju koristi i koliko podmunicije ide u KMGU ili BKF.
| Kasetna municija       | Kasetna municija u BKF kaseti | Kasetna municija u KMGU | Efekat bojeve glave                                                |
| ---------------------- | ----------------------------- | ----------------------- | ------------------------------------------------------------------ |
| AO-2,5RT               | 12                            | 96                      | Spinter kasetna municija, radijus fragmentacije 8–10 m             |
| PTAB-1M                | 31                            | 248                     | Municija kumulativnog naboja, za oklopna vozila                    |
| PTAB-2,5RT             | 12                            | 96                      | Kombinovana kasetna municija sa fragmentacijom i za oklopna vozila |
| OSD-OD                 | 1                             | 8                       | Aerosolna bomba za borbu protiv žive sile                          |
| ODS-35                 | 1                             | 8                       | Aerosolna bomba za borbu protiv žive sile                          |
| LBOk-1                 | 36                            | 288                     | Spinter kasetna municija                                           |
| PFM-1S                 | 156                           | 1.248                   | Kasetna protivpešadijska mina                                      |
| POM-1S                 | 24                            | 192                     | Kasetna protivpešadijska mina                                      |
| BAS-2P (9-A-3109)      | 12                            | 96                      | Kasetna hemijska municija od 5,76 kg                               |
| OBAS-2.5-KS (9-A-3052) | 12                            | 96                      | Splitter kasetna hemijska municija sa 2,16 kg                      |

## Kaseta BKF-PTAB-2,5
Kaseta BKF-2,5 namenjena je za uništavanje tenkova, samohodnih artiljerijskih oruđa, lakooklopljenih tehničkih sredstava i žive sile. Kaseta je opremljena mehanizmom impulsnog izbacivanja i upotrebljava se u sastavu kontejnera KMGU-2, koji se podvešavaju na spoljašnje nosače lovaca-bombardera.

### Kaseta BKF-PTAB-2,5 (I varijanta)
Delovi:
- 1-oplata,
- 2-disk,
- 3-cilindar,
- 4-gornja ploča,
- 5-zatik,
- 6-šipka,
- 7-navrtka,
- 8-unutrašnja cev,
- 9-gornja brava,
- 10-zastorni prsten,
- 11-spoljašnja cev,
- 12-izvršni mehanizam,
- 13-donja ploča,
- 14-cik-cak obrazna opruga,
- 15-donja brava,
- 16-zatik,
- 17-navrtka,
- 18-vijak,
- 19-PTAB-2,5 KO,
- 20-blok releja,
- 21-alka,
- 22-kapronska vrpca.

Bombardovanje se izvodi iz horizontalnog leta sa visina od 30–1000 m i iz poniranja pod uglom do 300 pri brzinama od 700–1100 km/h. Kaseta dozvoljava u sastavu kontejnera šest poletanja-sletanja aviona-nosača, od kojih tri sa travnatih pista. Bezbednost aviona-nosača sa kasetama u sastavu kontejnera obezbeđuje se u uslovima dejstva elektromagnetskih polja, koja proizvode radio-tehnička sredstva. Isporučuje se kao završno napunjena kaseta u metalnoj kutiji. Za skladištenje i transportovanje kaseta, uloženih u metalne kutije, upotrebljava se skladišna ambalaža, u kojoj se postavljaju dve kutije.

### Kaseta BKF-PTAB-2,5 (II varijanta)
Delovi:
- 1-disk,
- 2-gornja ploča,
- 3-zatik,
- 4-šipka,
- 5-navrtka,
- 6-unutrašnja ploča,
- 7-gornja brava,
- 8-spoljašnja cev,
- 9-izvršni mehanizam,
- 10-donja brava,
- 11-zatik,
- 12-donja ploča,
- 13-vijak,
- 14-PTAB-2,5 KO,
- 15-cilindar,
- 16-oplata,
- 17-perkalna vrećica,
- 18-blok releja,

Kaseta se sastoji iz tela sa armaturom, avio-bombi PTAB-2,5 KO i mehanizma impulsnog izbacivanja. Telo kasete služi za smeštaj avio-bombi između gornje i donje ploče (u jedan red 12 kom). Mehanizam impulsnog izbacivanja predstavlja elektoropirotehnički uređaj, koji obezbeđuje bezbedno prinudno izbacivanje kasete iz kontejnera nakon prijema odgovarajućih komandi od sistema upravljanja aviona-nosača i kontejnera i izdavanja signala u strujno kolo aviona-nosača o izlasku kasete iz kontejnera. Mehanizam impulsnog izbacivanja sastoji se iz bloka releja i izvršnog mehanizma, međusobno električno povezanih pomoću kabla. Na kabl je postavljena navrtka, koja služi za učvršćenje izvršnog mehanizma u kaseti.

## Avio-bombica PTAB-2,5 KO
Delovi:
- tela,
- prednje čaure sa čepom,
- čaure,
- levka,
- eksplozivnog punjenja,
- ekrana,
- stabilizatora,
- bloka i
- upaljača.

Telo avio-bombe je čelično i cilindričnog je oblika. Na spoljašnjoj površini tela nalazi se nareckani deo radi poboljšanja njegovog parčadnog dejstva. Na prednjem i zadnjem delu tela nalazi se navoj. Navoj prednjeg dela služi za postavljanje prednje čaure sa čepom i za pritezanje levka čaurom, a navoj u zadnjem delu služi za učvršćenje stabilizatora.
Upaljački uređaj je zadnji, inercionog dejstva, osiguranog tipa sa daljinskim armiranjem i samouništenjem (samolikvidacijom). Upaljač se sastoji iz tela, piroprijemnika, mehanizma daljinskog armiranja, sklopa samo-likvidatora, inicijalnog sistema i vatrenog lanca. Piroprijemnik predstavlja stepen osiguranja upaljača i namenjen je za prenošenje na mehanizam daljinskog armiranja MDV i sklop samolikvidatora vatrenog talasa, dobijenog od spoljašnjeg izvora i sastoji se od zaptivke, čaure i zaptivke.

### Delovi upaljača za bombicu PTAB-2,5 KO
Sastavni delovi upaljača:
- 1-detonator,
- 2-prenosno punjenje,
- 3-prsten,
- 4-oplata,
- 5-zaptivka,
- 6-čaura,
- 7-košuljica,
- 8-udarnik,
- 9-zatik,
- 10-prsten,
- 11-poklopac,
- 12-zaptivka,
- 13-čaura,
- 14-čašica,
- 15-pirotehnički sastav,
- 16-čaura,
- 17,18,19-zaptivka,
- 20-izbacno punjenje,
- 21-klizač,
- 22-igla,
- 23-zaptivka,
- 24-detonatorska kapisla,
- 25-telo,
- 26-zaptivka,
- 27-čaura,
- 28-zaptivka,
- 29-čašica,
- 30-eksplozivno punjenje,
- 31- obloga.

Prethodni tip upaljačkog uređaja bio je bez samolikvidatora. Upaljač je namenjen za aktiviranje eksplozivnog punjenja malogabaritnih protivtenkovskih avio-bombi PTAB-2,5 KO posle njihovog sudara sa pregradom (preprekom). Mehanizam daljinskog armiranja MDV obezbeđuje armiranje upaljača nakon isteka vremena daljinskog armiranja. Blok se koristi kao zadnji aktivirajući uređaj pri čijem aktiviranju se aktivira zapaljiva kapisla. Aktiviranje zapaljive kapisle izaziva probijanje zaptivke piroprijemnika pri čemu vatreni talas pali pirotehnički usporač mehanizma daljinskog armiranja i istovremeno izaziva paljenje pirotehničkog sastava u prstenu samolikvidatora. Na putanji leta (pada) avio-bombe nakon isteka vremena daljinskog armiranja od 0,7-1,7 sek vatreni talas od pirotehničkog usporača prenosi se kroz sistem kanala u udarniku (8) i klizaču (21) na izbacivo punjenje (20). Pri susretu sa pregradom (preprekom) inercioni udarnik sa iglom probija zaptivke (5) i udara (ubada) detonatorsku kapislu (24), čiji se inicijalni impuls predaje ka prenosnom punjenju (2), detonatoru (1) i dalje eksplozivnom punjenju avio-bombe.
Pri padu avio-bombe na mekano močvarno zemljište ili sneg, a takođe i u slučaju neaktiviranja udarnog mehanizma upaljača usled rikošeta avio-bombe aktiviranje upaljača odvajaju se od sklopa samolikvidatora nakon 26-30 sek za račun aktiviranja izbacnog punjenja, koje izaziva pomeranje (pokretanje) armiranog inercionog udarnika sa iglom i aktiviranje detonatorske kapisle, barutnog punjenja i detonatora. Blok se sastoji iz tela (4), armirajućeg mehanizma vetruškastog tipa i udarnog mehanizma.

## Blok PTAB-2,5 KO
Blok PTAB-2,5 KO sastoji se od:
- 1-čašica,
- 2-opruga,
- 3-podložna pločica,
- 4-telo,
- 5-vetruška,
- 6-čaura,
- 7,9-prsten,
- 8-zatik,
- 10-vijak,
- 11-osigurač,
- 12,15-čaura,
- 13-opruga,
- 14-vreteno,
- 16-igla,
- 17-kuglice,
- 18-čaura,
- 19-zapaljiva kapisla i
- 20-čašica.

Armirajući mehanizam osigurava bezbednost bloka u eksploatacionom rukovanju i dovodi u dejstvo udarni mehanizam kada vetruška dostigne zadanu uglovnu brzinu.
Pri izbacivanju avio-bombe iz kontejnera čaura (6) sa vetruškom (5) počinje se obrtati. Kada čaura dostigne zadanu učestanost obrtanja osigurači (11), savlađujući otpor opruga (13), izlaze iz sprege sa telom (4). Aerodinamička struja zahvata čauru (6) sa vetruškom (5) i skida je sa tela (4). ^aura (6) zatikom (8) vuče za sobom vreteno (14), koje klizi po čauri (15) i oslobađa kuglice (17). Igla (16) pod dejstvom opruge (2) istiskuje kuglice (17) i ubada zapaljivu kapislu (19).

## Korisnici KMGU[7][8]
- Ангола
- Етиопија
- Обала Слоноваче
- Грузија
- Индија
- Ирак
- Јемен
- Хрватска
- Либија
- Монголија
- Пољска
- Украјина
- Мађарска
- Узбекистан
- Румунија
- Русија
- Зимбабве
- Чешка

## Korišćenje KMGU u konfliktima
1979-1989: U Avganistanu je vojska Sovjetskog Saveza bacala avio i raketne kasetne bombe protiv nevladinih snaga, a u tom sukobu su i nevladine snage takođe koristile artiljerijske kasetne ali u manjem obimu. Australijski fotograf Džon Rodsted je 2002. godine snimio oko 60.000 tona (60 miliona kg) uskladištenih napuštenih sovjetskih kasetnih bombi u oblasti Bagram u avio bazi izvan Kabula. U avgustu 2010. godine je Ministarstvo odbrane obavestilo „Monitor“ da nema kasetne municije u skladištima i da je „oko 113.196 kasetnih bombi koje sadrže 29.559 kilograma“ starih sovjetskih zaliha uništeno. Ostaje nejasno šta je sa preostalim ogromnim količinama kasetnih bombi koje su pronađene 2002. godine. Kontejneri KMGU prvi put su korišćeni tokom sovjetske intervencije u Avganistanu,
1992-1997: U Tadžikistanu su nepoznate trupe u građanskom ratu koristile kasetne bombe i one su pronađene u gradovima Gharm i Rash Valej. Vrste kasetnih koje su pronađene su: ShOAB-0.5 i AO-2.5 RT sovjetskog porekla. Jedan od sistema koji je korišćen za ove kasetne je KMGU.
1994-1996: U Čečeniji su Ruske snage koristile kasetne bombe protiv nevladinih trupa. Jedan od tih napada dogodio se 3. januara 1995. godine u kojem su ruski borbeni avioni u više navrata bombardovali čečenski grad Šali sa kasetnim bombama. Navodno je tog dana u nekoliko napada u i oko grada Šalija bačeno ukupno 18 kasetnih bombi. Bombe su pogodile pijacu, benzinsku pumpu , školu kao i bolnicu u kojoj su se lečili civili kao i ruski ratni zarobljenici . Prema nekim izveštajima najmanje 55 ljudi je poginulo uključujući i pet medicinskih radnika, a 186 je ranjeno. Jedan od sistema koji je korišćen za ove kasetne je KMGU.
- U više graničnih sporova između Indije i Pakistana korišćene su kasetne iz ovog sistema KMGU,
- Veliki broj sporova to jest konflikata na afričkom kontinentu su rešavana kasetnim bombama, i u velikoj meri korišćene su iz KMGU sistema.

## Spoljašnje veze
- (језик: руски) Kratak opis KMGU sa ruskog sajta
- (језик: енглески) Jako kratak sažetak o KMGU, nabrojani su sve letilice koje mogu da nose
- (језик: енглески) Nabrojane su kasetne koje koristi KMGU
- (језик: енглески) Kratak opis KMGU Архивирано на веб-сајту  (3. фебруар 2021)